# 福原辰弥
福原 辰弥（ふくはら たつや、1989年5月8日 - ）は、日本の元プロボクサー。第27代日本ミニマム級王者。元WBO世界ミニマム級王者。熊本市出身。本田フィットネスジム所属。
熊本県のボクシングジム所属選手として初の世界王者。

## 来歴
2008年4月14日にプロデビュー戦として広島県立総合体育館で村中克彦とライトフライ級4回戦を行い、4回2-0（39-37、39-38、38-38）の判定勝利となった。

### 全日本新人王決定戦
翌2009年9月26日には福岡県春日市のクローバープラザで行われた西日本・西部日本新人王対抗戦で西部日本ミニマム級新人王として西日本ミニマム級新人王の霜尾順也と対戦し、5回1-0（48-48×2、48-47）の判定で引き分けたが、規定により西軍代表決定戦への出場権を獲得した。
9月の戦いで全日本新人王決定戦出場権を獲得した福原は同年11月14日、名古屋市公会堂で中日本ミニマム級新人王の河野竜一と全日本ミニマム級新人王・西軍代表決定戦を行い、5回2-0（48-47×2、48-48）判定勝利となり、この戦いで全日本新人王決定戦の西軍代表の座を獲得し、東軍代表と戦うことになった。
同年12月20日に行われた全日本ミニマム級新人王決定戦にて、後楽園ホールで福原は新人王西軍代表として東軍代表の三田村拓也と対戦したが、5回0-3（45-50、46-50、46-49）の判定負けとなり全日本ミニマム級新人王の座を逃した。

### 日本ミニマム級王座挑戦まで
2013年12月6日には井上尚弥の実弟である井上拓真のデビュー戦の対戦相手としてライトフライ級6回戦を両国国技館で行い、井上に6回0-3（55-59×2、56-59）の判定負けを喫した。
翌年の2014年9月10日にはタイ王国のナコーンラーチャシーマー県に遠征、同地でファーラン・サックリン・ジュニアとライトフライ級8回戦を行い、8回1-1（77-76、76-77、76-76）の判定で引き分けた。
翌2015年3月1日、タイのバンコクでパンポン・パシンデットとミニマム級8回戦を行い、2回1分35秒TKO勝ちを収めた。また、同年8月17日には福岡市九電記念体育館でトンチャイレック・チャイヨンジムとミニマム級8回戦を行い、3回1分32秒TKO勝ちを収めている。

### 日本ミニマム級王座
2015年11月22日、福原は日本ミニマム級2位の山本浩也と熊本県熊本市のフードパル熊本で行われた「火の国ファイティング」で日本ミニマム級王座決定戦を行い、10回3-0（96-94×2、97-94）の判定勝ちを収め日本ミニマム級王者となった。
2016年3月26日には初防衛戦となり、福原が持つ日本ミニマム級王座に挑戦して来た日本ミニマム級1位の榮拓海と対戦、10回3-0（97-93×2、98-94）の判定勝ちを収め同王座の初防衛に成功した。戦前の予想ではWBO同級1位でもある榮が有利との予想があったが、榮に勝利したことにより、福原は同年4月16日にWBO同級3位にランクインした。
2016年9月19日には2度目の防衛戦を行い、日本ミニマム級6位の挑戦者小野心と対戦。偶然のバッティングにより福原が額を負傷し試合続行不可能となり、3回1分40秒負傷引き分けで2度目の防衛に成功した。翌月10月4日にIBF世界ミニマム級3位にランクインした
2016年11月3日には3度目の日本王座防衛戦を戦い、日本ミニマム級1位の挑戦者華井玄樹と対戦し、7回44秒TKO勝ちを収め3度目の防衛に成功した。

### WBO王座獲得
2016年12月27日には福原のWBO世界王座挑戦として、翌年2017年2月26日に熊本県上天草市の松島総合運動公園でWBO世界ミニマム級1位のモイセス・カジェロスとWBO世界ミニマム級2位の福原辰弥の間でWBO世界ミニマム級暫定王座決定戦を行うと発表、この発表により同日付で福原は日本ミニマム級王座を返上した。
2017年2月26日には予定通り福原はWBO世界ミニマム級1位のモイセス・カジェロスと上天草市の松島総合運動公園「アロマ」でWBO世界ミニマム級暫定王座決定戦を行い、12回2-1（2者が116-112、113-115）の判定勝ちを収め熊本のボクシングジム所属選手として初めて世界王座を獲得した。

#### 正規王座認定
2017年4月3日に高山勝成が引退したことに伴い、同月11日に福原はWBOから正規王座に認定された

。正規王者となった福原はWBO世界ミニマム級1位の山中竜也と30日以内に指名試合に関する対戦交渉で合意し、90日以内に指名試合を行うよう指令を受けた。

#### 初防衛戦・王座陥落
2017年8月27日、世界王座発防衛戦を芦北町の芦北町民総合センター「しろやまスカイドーム」でWBO世界ミニマム級1位の山中竜也と対戦したが、12回0-3（113-115×2、112-116）の判定負けに終わり初防衛に失敗、王座から陥落した。

### WBO王座陥落以降
2017年11月25日、ナコーンラーチャシーマー県でWBC世界ミニマム級王者のワンヒン・ミナヨーティンと対戦し、12回0-3（110-118、113-117、112-116）の判定負けを喫しWBOに続く王座獲得とはならなかった。
2018年4月22日に福岡県春日市のクローバープラザにて行われた当時日本ミニマム級9位の高橋悠斗と同級8回戦を戦い、8回3-0(78-74×2、77-74)判定勝ちを収める。
2018年7月29日、八千代市の八千代市総合体育館にて日本ミニマム級5位の橋口直也と10回戦を行い、10回3-0（98-93、98-92、97-92）の判定勝ちを収めた。
2019年5月31日、タイのチャチュンサオでWBC世界ミニマム級王者のワンヒンと再び対戦、8回にワンヘンが偶然のバッティングで右目上部をカットすると、これで試合続行不可能となり試合終了、8回2分35秒0-3（72-79、74-78×2）で負傷判定負けを喫した。
2019年7月17日、自身のフェイスブックで引退を表明した。

### 私生活
2017年12月に2年交際していた同じ年の女性と結婚していたことを明かした。

## 戦績
- プロボクシング:34戦21勝 (7KO) 7敗 6分

| 戦           | 日付           | 勝敗 | 時間    | 内容        | 対戦相手                                       | 国籍     | 備考                                           |
| ------------ | -------------- | ---- | ------- | ----------- | ---------------------------------------------- | -------- | ---------------------------------------------- |
| 1            | 2008年4月14日  | ☆    | 4R      | 判定2-0     | 村中克彦（中内）                               | 日本     | プロデビュー戦                                 |
| 2            | 2008年6月22日  | ☆    | 4R      | 判定2-0     | 水元裕希（鹿児島）                             | 日本     |                                                |
| 3            | 2008年12月20日 | ☆    | 4R      | 判定3-0     | 日野慎吾（都城レオスポーツ）                   | 日本     |                                                |
| 4            | 2009年3月29日  | ☆    | 4R 1:29 | KO          | 三原隆志（G16）                                | 日本     |                                                |
| 5            | 2009年5月31日  | △    | 2R 0:51 | 負傷        | 平井雅樹（宮崎ワールド）                       | 日本     | 西部日本新人王決勝戦                           |
| 6            | 2009年9月26日  | △    | 5R      | 判定1-0     | 霜尾順也（塚原京都）                           | 日本     | 西日本・西部日本新人王対抗戦                   |
| 7            | 2009年11月14日 | ☆    | 5R      | 判定2-0     | 河野竜一（松田）                               | 日本     | 全日本ミニマム級新人王西軍代表決定戦           |
| 8            | 2009年12月20日 | ★    | 6R      | 判定0-3     | 三田村拓也（ワールドスポーツ）                 | 日本     | 全日本ミニマム級新人王決勝戦                   |
| 9            | 2010年5月9日   | ☆    | 6R      | 判定3-0     | 竹迫浩一郎（鹿児島）                           | 日本     |                                                |
| 10           | 2011年3月13日  | ☆    | 6R      | 判定3-0     | 中島勇太（筑豊）                               | 日本     |                                                |
| 11           | 2011年4月2日   | ☆    | 6R      | 判定3-0     | 嘉納栄（平仲BS）                               | 日本     |                                                |
| 12           | 2011年5月29日  | ☆    | 5R 2:29 | 負傷判定3-0 | 新垣勝彦（アポロ）                             | 日本     |                                                |
| 13           | 2012年2月4日   | ★    | 4R 2:27 | TKO         | 大塚博之（帝拳）                               | 日本     |                                                |
| 14           | 2012年4月22日  | △    | 6R      | 判定1-0     | 板垣幸司（広島三栄）                           | 日本     |                                                |
| 15           | 2012年10月7日  | ☆    | 6R      | 判定3-0     | 小野晃輝（筑豊）                               | 日本     |                                                |
| 16           | 2013年4月14日  | ☆    | 3R 1:34 | KO          | ウィルサルットレック・コラートスポーツスクール | タイ     |                                                |
| 17           | 2013年5月26日  | ☆    | 5R 2:45 | TKO         | アタチャイレック・シッサイトーン               | タイ     |                                                |
| 18           | 2013年7月6日   | ★    | 8R      | 判定0-3     | 木村悠（帝拳）                                 | 日本     |                                                |
| 19           | 2013年12月6日  | ★    | 6R      | 判定0-3     | 井上拓真（大橋）                               | 日本     |                                                |
| 20           | 2014年4月20日  | △    | 7R 0:48 | 負傷判定0-0 | 金沢晃佑（大鵬）                               | 日本     |                                                |
| 21           | 2014年6月8日   | ☆    | 2R 1:30 | KO          | プララーブプラーム・シッサイトーン             | タイ     |                                                |
| 22           | 2014年9月10日  | △    | 8R      | 判定1-1     | ファーラン・サックリン・ジュニア               | タイ     |                                                |
| 23           | 2015年3月1日   | ☆    | 2R 1:35 | TKO         | パンポン・パシンデット                         | タイ     |                                                |
| 24           | 2015年8月16日  | ☆    | 3R 1:21 | TKO         | トンチャイレック・チャイヨンジム               | タイ     |                                                |
| 25           | 2015年11月22日 | ☆    | 10R     | 判定3-0     | 山本浩也（全日本パブリック）                   | 日本     | 日本ミニマム級王座決定戦                       |
| 26           | 2016年3月26日  | ☆    | 10R     | 判定3-0     | 榮拓海（折尾）                                 | 日本     | 日本王座防衛1                                  |
| 27           | 2016年9月19日  | △    | 3R 1:40 | 負傷        | 小野心（ワタナベ）                             | 日本     | 日本王座防衛2                                  |
| 28           | 2016年11月3日  | ☆    | 7R 0:44 | TKO         | 華井玄樹（岐阜ヨコゼキ）                       | 日本     | 日本王座防衛3                                  |
| 29           | 2017年2月26日  | ☆    | 12R     | 判定2-1     | モイセス・カジェロス                           | メキシコ | WBO世界ミニマム級暫定王座決定戦→正規王座に認定 |
| 30           | 2017年8月27日  | ★    | 12R     | 判定0-3     | 山中竜也（真正）                               | 日本     | WBO陥落                                        |
| 31           | 2017年11月25日 | ★    | 12R     | 判定0-3     | ワンヒン・ミナヨーティン                       | タイ     | WBC世界ミニマム級タイトルマッチ                |
| 32           | 2018年4月22日  | ☆    | 8R      | 判定3-0     | 高橋悠斗（K&W）                                | 日本     |                                                |
| 33           | 2018年7月29日  | ☆    | 10R     | 判定3-0     | 春口直也（橋口）                               | 日本     |                                                |
| 34           | 2019年5月31日  | ★    | 8R 2:35 | 負傷判定0-3 | ワンヒン・ミナヨーティン                       | タイ     | WBC世界ミニマム級タイトルマッチ                |
| テンプレート |                |      |         |             |                                                |          |                                                |

## 獲得タイトル
- 第27代日本ミニマム級王座（防衛3）
- WBO世界ミニマム級暫定王座（防衛0=正規王座に認定）
- WBO世界ミニマム級王座（防衛0）

## 受賞
- プロ・アマチュア年間表彰
  - 2019年度プロボクシング部門 特別賞[47]